# Leichtathletik-Weltmeisterschaften 2015/Teilnehmer (Argentinien)
| Gelbes Symbol für Goldmedaillen mit stilisierten Olympischen Ringen | Graues Symbol für Silbermedaillen mit stilisierten Olympischen Ringen | Braundes Symbol für Bronzemedaillen mit stilisierten Olympischen Ringen |
| ------------------------------------------------------------------- | --------------------------------------------------------------------- | ----------------------------------------------------------------------- |
| —                                                                   | —                                                                     | —                                                                       |

Der Leichtathletikverband Argentiniens nominierte sechs Athleten für die Leichtathletik-Weltmeisterschaften 2015 in der chinesischen Hauptstadt Peking.

## Ergebnisse

### Männer

#### Laufdisziplinen
| Athlet           | Disziplin   | Vorlauf | Vorlauf | Halbfinale | Halbfinale | Finale    | Finale |
| Athlet           | Disziplin   | Zeit    | Platz   | Zeit       | Platz      | Zeit      | Platz  |
| ---------------- | ----------- | ------- | ------- | ---------- | ---------- | --------- | ------ |
| Juan Manuel Cano | 20 km Gehen |         |         |            |            | 1:27:10 h | 42     |

#### Sprung/Wurf
| Athlet              | Disziplin      | Qualifikation | Qualifikation | Finale     | Finale |
| Athlet              | Disziplin      | Weite/Höhe    | Platz         | Weite/Höhe | Platz  |
| ------------------- | -------------- | ------------- | ------------- | ---------- | ------ |
| Germán Chiaraviglio | Stabhochsprung | 5,70 m        | 13            | 5,65 m     | 9      |
| Germán Lauro        | Kugelstoßen    | 20,64 m       | 4             | 19,70 m    | 9      |
| Braian Toledo       | Speerwurf      | 83,32 m       | 6             | 80,27 m    | 10     |

### Frauen

#### Sprung/Wurf
| Athlet            | Disziplin  | Qualifikation | Qualifikation | Finale             | Finale             |
| Athlet            | Disziplin  | Weite/Höhe    | Platz         | Weite/Höhe         | Platz              |
| ----------------- | ---------- | ------------- | ------------- | ------------------ | ------------------ |
| Rocío Comba       | Diskuswurf | 56,11 m       | 28            | nicht qualifiziert | nicht qualifiziert |
| Jennifer Dahlgren | Hammerwurf | 67,68 m       | 21            | nicht qualifiziert | nicht qualifiziert |